# Jämsunda naturreservat
Jämsunda naturreservat är ett naturreservat i Karlskrona kommun i Blekinge län.
Reservatet är skyddat sedan 2024 och omfattar 82 hektar. Det är beläget söder om Tving och öster om byn Jämsunda och utgörs till största delen av ekdominerad ädellövskog och betesmarker.